# Steve Stoute

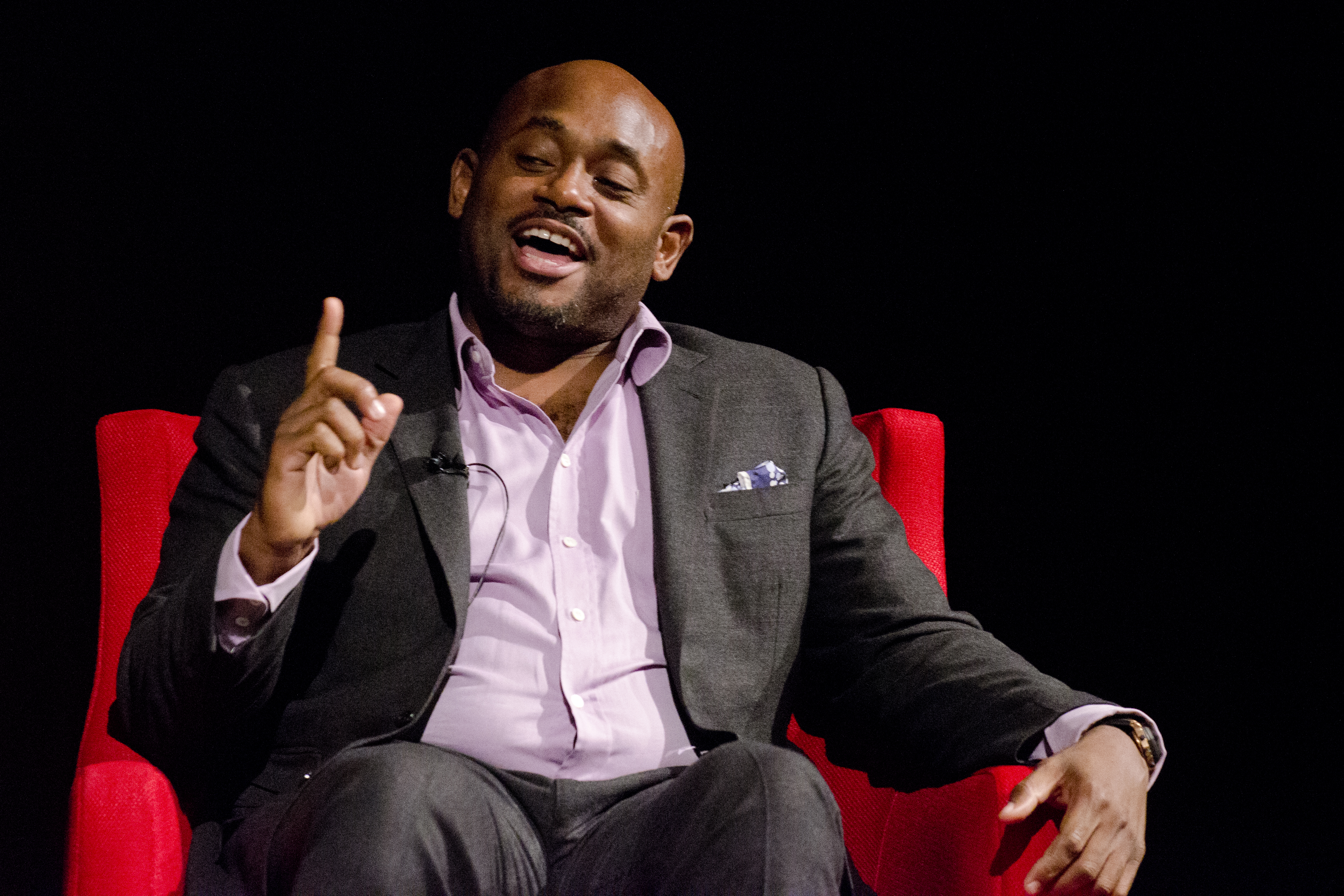
Steve Stoute (2014)

Steve Stoute (* 1971 in New York City) ist ein US-amerikanischer Autor und Journalist. Außerdem ist er Gründer und CEO von Translation LLC.

## Leben
Stoute besuchte die Syracuse University. Von 1990 bis 1999 war Stoute Manager bei verschiedenen Labels der Musikindustrie. Er arbeitete bei Interscope Records und managte U2 und Eminem. Er half außerdem Mariah Carey, Will Smith und Nas beim Einstieg in die Musikwelt. Daneben widmete er sich der Produktion von Filmmusik. Er schrieb Gastbeiträge bei verschiedenen Zeitungen und drehte Videos für sie (z. B. ein Interview mit will.i.am).
Stoute gründete Translation LLC, eine „transkulturelle Werbeagentur“. Bei dieser Agentur ist er CEO.
Neben diesen Tätigkeiten gründete er die Foundation for the Advancement of Women Now (FFAWN) mit Mary J. Blige, die Frauen bei der Gleichberechtigung unterstützt. Die Frauen werden in Einrichtungen, wie im Mary J. Blige Center for Women in Yonkers, New York, unterrichtet. Auch unterstützt Stoute die New Yorker Feuerwehr und Polizei. Außerdem hilft er Kindern, außerhalb der Grenzen der Innenstadt von New York zu leben.